# 高見裕一
高見裕一（たかみ ゆういち、1956年〈昭和31年〉2月13日 - ）は、日本の政治家、起業家。元モンゴル国立人文大学理事長、モンゴル大臣顧問。日本環境財団元理事長、衆議院議員（1期）を務めた。

## 概要
兵庫県神戸市生まれ。追手門学院大学卒業。1988年、自身が立ち上げた市民団体「日本リサイクル運動市民の会」を通じて有機野菜の戸別宅配事業「らでぃっしゅぼーや」の入会金を募り、それを元手にらでぃっしゅぼーやを運営する環ネットワーク株式会社を設立した。
1993年、第40回衆議院議員総選挙に日本新党公認で旧兵庫県第1区（定数5）から出馬。細川護煕元熊本県知事による日本新党結党に端を発した新党ブームに乗り、得票数は最下位ながら初当選を果たした。翌1994年5月、高見、前原誠司、枝野幸男、荒井聰の4人が日本新党を離党し、院内会派「民主の風」を結成。同年6月の内閣総理大臣指名選挙では、新生党や日本新党ほか旧連立与党側が擁立した海部俊樹元首相ではなく、村山富市日本社会党委員長を支持。村山が首相に選出され、自社さ連立政権が発足。同年7月、民主の風は新党さきがけに合流した。
1995年、阪神・淡路大震災が発生。被災地である神戸市は高見の地元であり、地震発生時には高見も神戸にいたため被災した。この時、被災地にいた唯一の与党関係者であったため、午前中から断続的に首相官邸及び関係省庁に、当時はまだ珍しかった携帯電話で連絡を入れ、内閣官房長官の五十嵐広三らに被災地の状況を報告し続けた。しかし、大地震のような大規模災害への対応策は当時まったく整備されておらず、官僚機構も未曾有の大災害により機能不全に陥ったため、情報はうまく伝わらず、結果的に初動の遅れを引き起こした。なお高見は帰京後、震災発生から9日後の衆議院予算委員会に出席した際は、黒のネクタイを締めて村山首相らに対し、震災関連の質疑を行った。 1996年の第41回衆議院議員総選挙には、小選挙区比例代表並立制の導入に伴い新設された兵庫県第2区から新党さきがけ公認で出馬するも、立候補者5人中4位で落選する。連立与党間での選挙区調整が不調に終わり、兵庫2区では連立与党から自由民主党の奥谷通、新党さきがけの高見が出馬し、いずれも落選した。2001年の第19回参議院議員通常選挙では民主党から比例区で出馬したが、落選した。
2000年、らでぃっしゅぼーやを売却。その後、日本環境財団理事長、モンゴル国立人文大学理事長、日本ユネスコ協会理事を歴任し、現在アース・キッズ株式会社代表。

## 政策
- 選択的夫婦別姓制度導入に賛同[3]。

## 著書
- 単著
  - 『阪神・淡路大震災官災・民災この国の責任』ほんの木、1995年4月22日。ISBN 4938568578。
  - 『官邸応答せよ』朝日新聞社、1995年4月、ISBN 4022730366
  - 『出る杭になる　―NGOでメシを食う!―』築地書館、1998年6月、ISBN 4806722391

- 共著 
  - 武村正義『琵琶湖から、神戸から : 市民による政治改革と民主主義への出発 対論』ほんの木、1993年7月5日。ISBN 4938568411。
  - 『防災と自立の思想　―阪神・淡路大震災から学ぶもの―』鐘ケ江管一・高見裕一、集英社、1995年6月、ISBN 4087830934